# 山口重政
山口重政（日语：／ Yamaguchi Shigemasa，1564年4月6日—1635年10月29日）是日本戰國時代至江戶時代前期武將、大名。父親是山口盛政。常陸牛久藩初代藩主。家紋是大內菱。官位是從五位下但馬守。

## 出身
本姓多多良氏。山口氏是從室町時代至戰國時代初期的西國有力大名大內氏的庶流，居於尾張並成為織田家的家臣。

## 生平
在永祿7年（1564年）2月25日出生，家中長男。最初仕於織田信雄的家臣佐久間正勝，在天正12年（1584年）的小牧長久手之戰中，於尾張國下市場城、前田城、蟹江城遭攻陷時，死守大野城並與豐臣秀吉方的瀧川一益戰鬥（蟹江城合戰）。在天正14年（1586年）繼任家督。
天正18年（1590年），主君信雄拒絕被豐臣秀吉轉封至駿河而被改易，於是跟隨信雄前往下野。此後成為德川秀忠的家臣，被賜予5千石。在慶長5年（1600年）的關原之戰中，跟隨秀忠軍攻擊真田昌幸守備的信濃上田城，因為這次戰功，在戰後成為常陸牛久1萬石大名，在慶長11年被任命為大番頭。
但是在慶長18年（1613年），大久保忠隣的養女（石川康通（或石川忠義）的女兒）與嫡男重信擅自結婚，因此遭到幕府問罪並改易，於是被逼在武藏的龍穩寺中蟄居。這次事件是受到在大久保長安死後的大久保長安事件的牽連。
在蟄居後亦極希望能復興山口家，在翌年的大坂之役開始時，向德川家康進言「讓自身加入豐臣氏後，暗殺豐臣秀賴，以此來換取御家的再興」（自らが豊臣氏に与した後、豊臣秀頼を暗殺するので、その代償として御家再興を許してほしい），不過被家康拒絕。在慶長20年（1615年）的夏之陣中，屬於井伊直孝軍並在若江之戰中奮戰，不過長男重信因為過於深入敵陣而被木村重成殺死，而弟弟重克亦戰死。
後來，因為戰功而在寬永5年（1628年）恢復常陸國牛久1萬5千石的大名身份，被任命為奏者番，一說指此時把木村重成的子孫召到牛久藩。在寬永12年（1635年）9月19日死去。享年72歲。